# Elzéar de Grimoard

Wappen

Elzéar de Grimoard, auch als Elzéar Grimoard bekannt, (* in Le Pont-de-Montvert) war ein französischer Mönch. Er war von 1361 bis 1367 Generalminister des Kartäuserordens. Er war Onkel von Guillaume de Grimoard, der als Urban V. Avignonesischer Papst war.

## Leben
Grimoard war Prior der Kartause von Bonpas in Caumont, Comtat Venaissin am Ufer der Durance, bevor er 1361 der Generalminister der Kartäuser wurde. Im Jahr darauf wurde sein Neffe Guillaume, der Abt von Saint-Victor in Marseille war, zu Papst Urban V. und dessen Bruder Anglic de Grimoard wurde Kardinal.